# 古龙镇 (藤县)
古龙镇，是中华人民共和国广西壮族自治区梧州市藤县下辖的一个乡镇级行政单位。

## 行政区划
古龙镇下辖以下地区：
旺龙社区、古龙村、田心村、忠隆村、合隆村、金凤村、德安村、大村、泗洲村、长沙村和陈平村。